# Dodge DD-Serie
Der Dodge DD-Serie war ein PKW der Firma Dodge in Detroit, der als kleiner Ableger des Senior im Januar 1930 vorgestellt wurde.
Der Wagen besaß einen seitengesteuerten 6-Zylinder-Reihenmotor mit 3112 cm³, der eine Leistung von 60 bhp (44 kW) abgab. Über eine Einscheiben-Trockenkupplung und ein Dreiganggetriebe mit Mittelschaltung wurden die Hinterräder angetrieben. Alle vier Räder hatten hydraulische Bremsen. Der Radstand des Fahrgestells betrug 2769 mm. Als Aufbauten wurden eine 4-türige Limousine, zwei 2-türige Coupés, ein 2-türiges Cabriolet und ein Roadster angeboten. Daneben gab es den DD auch als Fahrgestell mit allen mechanischen Komponenten für Kunden, die selbst einen Karosseriebaubetrieb beauftragen wollten. Ab Juli 1931 wurde auch noch ein 4-türiger Phaeton angeboten.
Eigentlich wurde die Produktion des kleinen Sechszylinders schon im Mai 1931 eingestellt. Offenbar wurden aber noch im Januar 1932 neun Fahrzeuge hergestellt.